# Llei centuriada
Lleis centuriades van ser les lleis romanes que s'aprovaven al comicis centuriats, organitzats per centúries. Es donava aquest nom genèric a totes les que estaven en aquesta situació però el nom no correspon a cap llei en especial.
Aquest sistema d'aprovar les lleis el va establir Servi Tul·li, i l'anterior forma de fer-ho, pels comicis curiats (que es reunien a la Cúria), aviat va caure en desús. Les lleis centuriades atorgaven l'imperium als magistrats, confirmaven testaments i donacions, i sancionaven i feien aplicar diverses lleis que requerien una confirmació religiosa. Aquestes lleis eren proposades (rogatio) per un magistrat de rang senatorial, normalment per un o els dos cònsols.